# NGC 214
NGC 214 est une galaxie spirale intermédiaire située dans la constellation d'Andromède. NGC 214 a été découverte par l'astronome germano-britannique William Herschel en 1784.

## Caractéristiques
Sa vitesse par rapport au fond diffus cosmologique est de 4 210 ± 23 km/s, ce qui correspond à une distance de Hubble de 62,1 ± 4,4 Mpc (∼203 millions d'al).
À ce jour, 14 mesures non basées sur le décalage vers le rouge (redshift) donnent une distance de 50,329 ± 12,341 Mpc (∼164 millions d'al), ce qui est  à l'intérieur des valeurs de la distance de Hubble. Notons cependant que c'est avec la valeur moyenne des mesures indépendantes, lorsqu'elles existent, que la base de données NASA/IPAC calcule le diamètre d'une galaxie et qu'en conséquence le diamètre de NGC 214 pourrait être d'environ 39,7 kpc (∼129 000 al) si on utilisait la distance de Hubble pour le calculer. 
La classe de luminosité de NGC 214 est III et elle présente une large raie HI.
Selon la base de données Simbad, NGC 214 est une galaxie à noyau actif.

## Paire de galaxies
Les galaxies NGC 214 et UGC 398 (notée 0036+2522 dans l'article d’Abraham Mahtessian pour la galaxie CGCG 0036.3+2522) forment une paire de galaxies.

## Supernova
Deux supernovas ont été découvertes dans NGC 214 : SN 2005db et SN 2006ep.

### SN 2005db
Cette supernova a été découvert le 19 juillet 2005 par l'astronome amateur sud africain Berto Monard. Cette supernova était de type IIn.

### SN 2006ep
Cette supernova a été découverte le 30 août 2006 indépendamment à Yamagata au Japon par l'astronome japonais Koichi Itagaki ainsi que par N. Joubert et W. Li dans le cadre du programme conjoint LOSS/KAIT (Lick Observatory Supernova Search de l'observatoire Lick et The Katzman Automatic Imaging Telescope de l'université de Californie à Berkeley. Cette supernova était de type Ib/c.